# جام پاریس
جام پاریس یک مسابقه فوتبال پیش از فصل بود که توسط باشگاه فرانسوی پاری سن-ژرمن در زمین اصلی‌شان پارک د پرنس در پاریس، فرانسه برگزار شد. این مسابقات در سال ۱۹۵۷ توسط میزبانان سابق راسینگ پاریس برای جشن گرفتن ۲۵ سالگی خود تأسیس شد. نسخه افتتاحیه ۱۹۵۷ به عنوان پیشرو در جام بین قاره‌ای و جام باشگاه‌های جهان فیفا در نظر گرفته می‌شود.
جام پاریس که به عنوان معتبرترین تورنمنت دوستانه فوتبال فرانسه در نظر گرفته می‌شود، ابتدا توسط راسینگ پاریس بین سال‌های ۱۹۵۷ تا ۱۹۶۶ برگزار شد. در سال ۱۹۷۳ برای مدت کوتاهی با سازمان‌دهندگان جدید پاریس بازگشت؛ قبل از اینکه پاری سن ژرمن با موفقیت دوباره مسابقات را در سال ۱۹۷۵ راه اندازی کرد. در سال ۱۹۹۳ به دلایل مالی رها شد. پاری سن-ژرمن آن را در سال ۲۰۱۰ به مناسبت چهلمین سالگرد تأسیس باشگاه احیا کرد. این آخرین نسخه تا به امروز بود.
واسکو دوگاما در سال ۱۹۵۷ برنده افتتاحیه جام پاریس شد، در حالی که بارسلونا آخرین دوره را در سال ۲۰۱۲ برد. تیم پاری سن-ژرمن با ۷ عنوان قهرمانی در رتبه اول و تیم بلژیکی اندرلشت با ۳ عنوان قهرمانی در رتبه دوم قرار دارد؛ درحالی که تیم فرانسوی راسینگ پاریس و تیم‌های برزیلی سانتوس و فلومیننزه تنها تیم‌های دیگری بودند که بیش از یک بار قهرمان این رقابت‌ها شدند. رقیب سرسخت پی‌اس‌جی، مارسی در میان گروهی از باشگاه‌هایی است که یک بار قهرمان این مسابقات شده‌اند.

## تاریخچه

### از راسینگ تا پی‌اس‌جی
جام پاریس در سال ۱۹۵۷ توسط میزبانان سابق راسینگ پاریس برای جشن گرفتن ۲۵ این باشگاه سالگی تأسیس شد. تیم پاریسی قهرمان اروپا یعنی رئال مادرید، تیم برزیلی واسکو دوگاما و تیم آلمانی روت‌وایس اسن را به مسابقاتی که در پارک د پرنس برگزار شد دعوت کرد. نسخه افتتاحیه آن، که توسط واسکو دوگاما پس از شکست رئال مادرید آلفردو دی استفانو در فینال به دست آمد، باعث ایجاد جام بین قاره‌ای در سال ۱۹۶۰ به عنوان یک مسابقه رسمی باشگاهی اروپایی/آمریکای جنوبی مورد تأیید یوفا/کونمبول شد.
از سال ۱۹۵۷ تا ۱۹۹۳، چهار تیم (از جمله میزبان) به صورت حذفی باهم بازی کردند. جام پاریس دارای دو بازی نیمه نهایی، یک پلی‌آف مقام سوم و یک فینال بود. این مسابقات هر سال در تابستان بین سال‌های ۱۹۵۷ تا ۱۹۶۶ توسط راسینگ پاریس برگزار می‌شد. برای مدت کوتاهی در سال ۱۹۷۳، با باشگاه پاریس به عنوان میزبان جدید بازگشت. پس از تلاش ناکام پاریس برای راه اندازی مجدد مسابقات، پاری سن ژرمن و رئیس باشگاه دنیل هچتر در سال ۱۹۷۵ با موفقیت این کار را انجام دادند. پاری سن ژرمن با یوهان کرایف، اسطوره هلندی و دراگان جاییچ ستاره صرب، در فینال مقابل والنسیا اسپانیایی شکست خورد. نسخه بعدی بدتر بود زیرا پی‌اس‌جی هر دو بازی را باخت و آخر شد.

### اولین قهرمانی پی‌اس‌جی
نسخه ۱۹۷۸ نامتعادل‌ترین نسخه از همه آنها بود. چند هفته قبل از جام جهانی فوتبال ۱۹۷۸، پاری سن ژرمن از تیم‌های ملی فوتبال هلند و ایران دعوت کرد. نارنجی‌ها به راحتی رقابت را بردند و در فینال کلوب بروژ را شکست دادند (۷–۱). پی‌اس‌جی سرانجام در سال ۱۹۸۰ قهرمان مسابقات شد. گل تساوی دقیقه آخر دومنیک باتنای از روی نقطه پنالتی در یک بازی هیجانی ۴–۴ در مقابل استاندارد لیژ، بازی را به ضربات پنالتی فرستاد، جایی که پی‌اس‌جی اولین جام پاریس را از آن خود کرد.

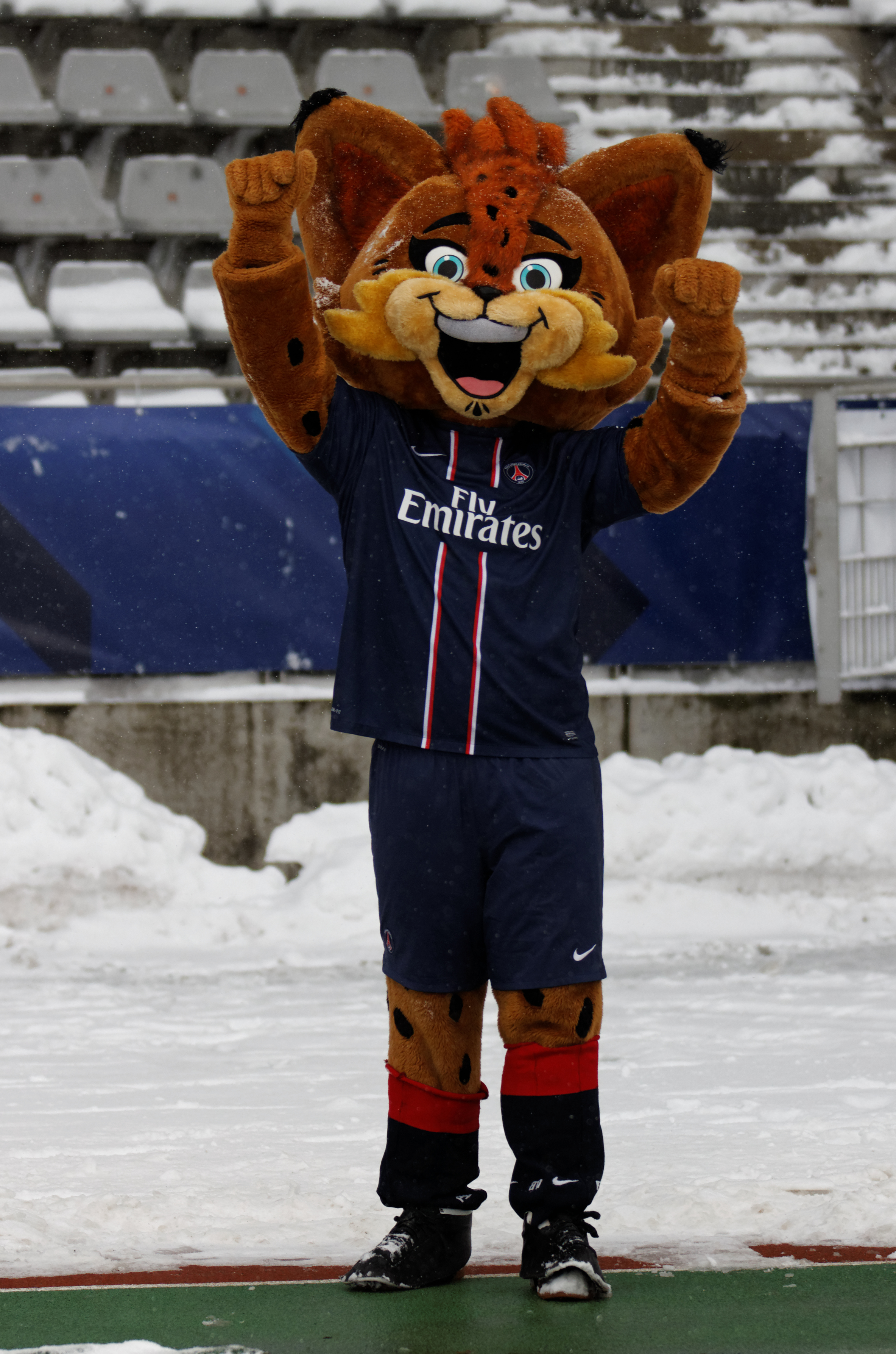
ژرمن گوش‌سیاه پی‌اس‌جی در سال ۲۰۱۰ رونمایی شد.

در سال ۱۹۸۲، تیم برزیلی اتلتیکو مینیرو بزرگ‌ترین شکست تاریخ پی‌اس‌جی را در این تورنمنت وارد کرد، زیرا باشگاه پایتخت در نیمه نهایی ۰–۳ باخت. پاری سن ژرمن در سال‌های ۱۹۸۴ و ۱۹۸۶ عنوان قهرمانی را پس گرفت، قبل از یک دوره فاجعه بار ۱۹۸۷ که در آن باشگاه برای اولین بار از سال ۱۹۷۶ به رده آخر رسید. شکست مقابل دینامو زاگرب آخرین شکست پاریسی‌ها در ۹۰ دقیقه بود. از آن زمان، پی‌اس‌جی فقط در ضربات پنالتی شکست خورده‌است.
بین سال‌های ۱۹۷۵ تا ۱۹۹۳، تنها یک دوره از مسابقات لغو شد که در سال ۱۹۹۰ به دلیل شرایط بد زمین بود. کنسرت رولینگ استونز در پارک د پرنس، چند هفته قبل، مقصر اصلی آن بود. جام پاریس در سال ۱۹۹۱ بازگشت و آخرین بازی پی‌اس‌جی را با اسپانسر تاریخی پیراهن آرتی‌ال دید. این همکاری ۱۷ ساله با کسب مقام سوم در مقابل اسپورتینگ به پایان رسید. در سال ۱۹۹۳، گل به خودی فرانسوا کالدرارو به اوسر، دومین قهرمانی متوالی و هفتمین قهرمانی مجموع پی‌اس‌جی را به ارمغان آورد. این آخرین دوره مسابقات تا سال ۲۰۱۰ و آخرین قهرمانی پی‌اس‌جی تا به امروز است. باشگاه، جام پاریس را به دلایل مالی رها کرد.

### وضعیت فعلی
پی‌اس‌جی در سال ۲۰۱۰ جام پاریس را به مناسبت چهلمین سالگرد آن احیا کرد. پیش از شروع مسابقات، پی‌اس‌جی از برو پاری سن-ژرمن با آهنگ به غرب برو توسط ویلیج پیپل و یک گوش‌سیاه به نام ژرمن به ترتیب به عنوان سرود و مسکات رسمی باشگاه رونمایی شد. باشگاه پاریسی از پورتو، رم و بوردو دعوت کرد. این رقابت که از جام امارات آرسنال الگوبرداری شده بود، به فرمت مرحله گروهی برای نسخه ۲۰۱۰ تغییر یافت. پی اس جی پورتو را ۱–۰ شکست داد و امتیازات را با رم با نتیجه ۱–۱ تقسیم کرد، در حالی که بوردو توسط رم ۱–۱ مهار شد و پورتو را ۲–۱ شکست داد. هر دو باشگاه فرانسوی با چهار امتیاز به پایان رسیدند، اما بوردو گل‌های بیشتری به ثمر رساند و با تفاضل گل بهتر، جام پاریس را برد.
این مسابقات که در سال ۲۰۱۱ برگزار نشد، در سال ۲۰۱۲ به Trophée de Paris تغییر نام داد. این مسابقات تنها یک مسابقه معتبر را مقابل بارسلونا برگزار کرد. تیم اسپانیایی جام را بالای سر برد و پس از پایان بازی با تساوی ۲–۲ در ضربات پنالتی ۱–۴ در پارک د پرنس پیروز شد. رافینیا و لیونل مسی از روی نقطه پنالتی، بارسلونا را به برتری رساندند، قبل از اینکه زلاتان ابراهیموویچ و زومانا کامارا از پی‌اس‌جی مجبور به ضربات پنالتی شوند. این آخرین دوره مسابقات تا به امروز بود.

## فهرست
| نسخه | سال  | قهرمان           | نایب قهرمان        | مقام سوم               | مقام چهارم             | منبع   |
| ---- | ---- | ---------------- | ------------------ | ---------------------- | ---------------------- | ------ |
| ۱    | ۱۹۵۷ | واسکو دوگاما     | رئال مادرید        | راسینگ پاریس           | روت‌وایس اسن            | [ ۹ ]  |
| ۲    | ۱۹۵۸ | راسینگ پاریس     | بولتون واندررز     | فلامینگو               | اویپشت                 | [ ۱۰ ] |
| ۳    | ۱۹۵۹ | راسینگ پاریس     | فورتونا دوسلدورف   | واسکو دوگاما           | آ.ث. میلان             | [ ۱۱ ] |
| ۴    | ۱۹۶۰ | سانتوس           | راسینگ پاریس       | زسکا صوفیه             | استاد رنس              | [ ۱۲ ] |
| ۵    | ۱۹۶۱ | سانتوس           | بنفیکا             | اندرلشت                | راسینگ پاریس           | [ ۱۳ ] |
| ۶    | ۱۹۶۲ | ستاره سرخ بلگراد | راپید وین          | راسینگ پاریس           | سانتوس                 | [ ۱۴ ] |
| ۷    | ۱۹۶۳ | بوتافوگو         | راسینگ پاریس       | اندرلشت                | اویپشت                 | [ ۱۵ ] |
| ۸    | ۱۹۶۴ | اندرلشت          | بروسیا دورتموند    | استاد رنس              | سانتوس                 | [ ۱۶ ] |
| ۹    | ۱۹۶۵ | اسپارتا پراگ     | رن                 | اندرلشت                | راسینگ پاریس           | [ ۱۷ ] |
| ۱۰   | ۱۹۶۶ | اندرلشت          | راسینگ پاریس       | اسپارتا پراگ           | واسکو دوگاما           | [ ۱۸ ] |
| ۱۱   | ۱۹۷۳ | فاینورد          | بایرن مونیخ        | پاریس                  | مارسی                  | [ ۱۹ ] |
| ۱۲   | ۱۹۷۵ | والنسیا          | پاری سن ژرمن       | فلومیننزه              | اسپورتینگ              | [ ۲۰ ] |
| ۱۳   | ۱۹۷۶ | فلومیننزه        | اروپا              | المپیک برزیل           | پاری سن ژرمن           | [ ۲۱ ] |
| ۱۴   | ۱۹۷۷ | اندرلشت          | فرنتس‌واروش         | پاری سن ژرمن           | واسکو دوگاما           | [ ۲۲ ] |
| ۱۵   | ۱۹۷۸ | هلند             | کلوب بروژ          | پاری سن ژرمن           | ایران                  | [ ۲۳ ] |
| ۱۶   | ۱۹۷۹ | بنفیکا           | ستاره سرخ بلگراد   | پاری سن ژرمن           | المپیک برزیل           | [ ۲۴ ] |
| ۱۷   | ۱۹۸۰ | پاری سن ژرمن     | استاندارد لیژ      | بنفیکا                 | آژاکس                  | [ ۲۵ ] |
| ۱۸   | ۱۹۸۱ | پاری سن ژرمن     | آینتراخت فرانکفورت | واسکو دوگاما           | سن-اتین                | [ ۲۶ ] |
| ۱۹   | ۱۹۸۲ | اتلتیکو مینیرو   | دینامو زاگرب       | پاری سن ژرمن           | کلن                    | [ ۲۷ ] |
| ۲۰   | ۱۹۸۳ | رومانی           | پاری سن ژرمن       | بوتافوگو               | مکابی نتانیا           | [ ۲۸ ] |
| ۲۱   | ۱۹۸۴ | پاری سن ژرمن     | هایدوک اسپلیت      | سروت                   | بوتافوگو               | [ ۲۹ ] |
| ۲۲   | ۱۹۸۵ | وارخم            | پاری سن ژرمن       | کلن                    | سن-اتین                | [ ۳۰ ] |
| ۲۳   | ۱۹۸۶ | پاری سن ژرمن     | اسپورتینگ          | سن-اتین                | استوا بخارست           | [ ۳۱ ] |
| ۲۴   | ۱۹۸۷ | فلومیننزه        | بوردو              | دینامو زاگرب           | پاری سن ژرمن           | [ ۳۲ ] |
| ۲۵   | ۱۹۸۸ | مون‌پلیه          | پاری سن ژرمن       | پارتیزان               | سروت                   | [ ۳۳ ] |
| ۲۶   | ۱۹۸۹ | پاری سن ژرمن     | مون‌پلیه            | واسکو دوگاما           | پورتو                  | [ ۳۴ ] |
| ۲۷   | ۱۹۹۱ | مارسی            | فلامینگو           | پاری سن ژرمن           | اسپورتینگ              | [ ۳۵ ] |
| ۲۸   | ۱۹۹۲ | پاری سن ژرمن     | موناکو             | بروسیا دورتموند        | لیورپول                | [ ۳۶ ] |
| ۲۹   | ۱۹۹۳ | پاری سن ژرمن     | اوسر               | آینتراخت فرانکفورت     | فلومیننزه              | [ ۳۷ ] |
| ۳۰   | ۲۰۱۰ | بوردو            | پاری سن ژرمن       | رم                     | پورتو                  | [ ۶ ]  |
| ۳۱   | ۲۰۱۲ | بارسلونا         | پاری سن ژرمن       | تنها ۲ تیم حضور داشتند | تنها ۲ تیم حضور داشتند | [ ۸ ]  |

### قهرمانان

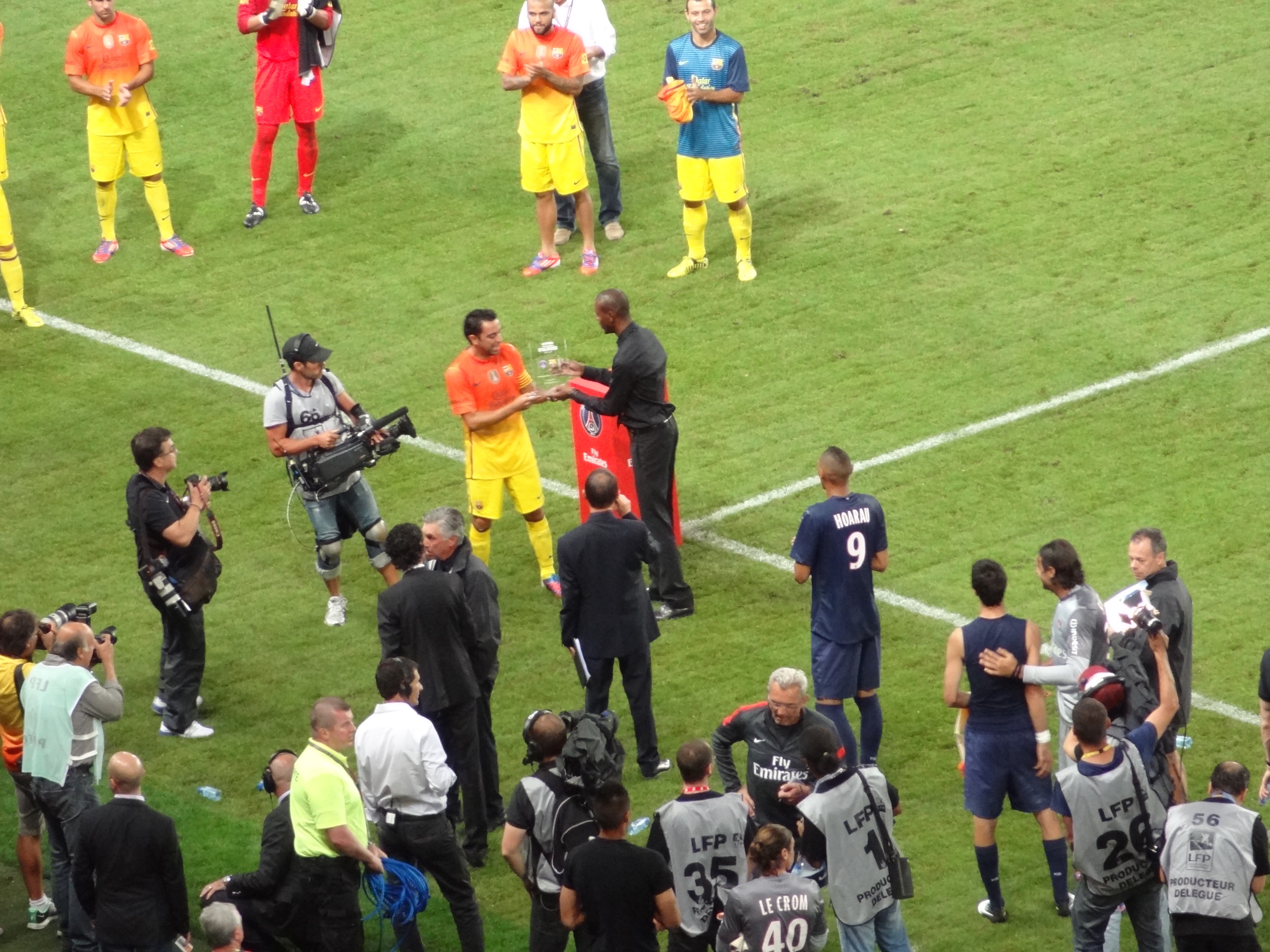
ژاوی بازیکن بارسلونا پس از قهرمانی در سال ۲۰۱۲ جام را دریافت کرد.

| باشگاه           | تعداد | سال‌های قهرمانی                           |
| ---------------- | ----- | ---------------------------------------- |
| پاری سن ژرمن     | ۷     | ۱۹۸۰، ۱۹۸۱، ۱۹۸۴، ۱۹۸۶، ۱۹۸۹، ۱۹۹۲، ۱۹۹۳ |
| اندرلشت          | ۳     | ۱۹۶۴، ۱۹۶۶، ۱۹۷۷                         |
| راسینگ پاریس     | ۲     | ۱۹۵۸، ۱۹۵۹                               |
| سانتوس           | ۲     | ۱۹۶۰، ۱۹۶۱                               |
| فلومیننزه        | ۲     | ۱۹۷۶، ۱۹۸۷                               |
| واسکو دوگاما     | ۱     | ۱۹۵۷                                     |
| ستاره سرخ بلگراد | ۱     | ۱۹۶۲                                     |
| بوتافوگو         | ۱     | ۱۹۶۳                                     |
| اسپارتا پراگ     | ۱     | ۱۹۶۵                                     |
| فاینورد          | ۱     | ۱۹۷۳                                     |
| والنسیا          | ۱     | ۱۹۷۵                                     |
| هلند             | ۱     | ۱۹۷۸                                     |
| بنفیکا           | ۱     | ۱۹۷۹                                     |
| اتلتیکو مینیرو   | ۱     | ۱۹۸۲                                     |
| رومانی           | ۱     | ۱۹۸۳                                     |
| وارخم            | ۱     | ۱۹۸۵                                     |
| مون‌پلیه          | ۱     | ۱۹۸۸                                     |
| مارسی            | ۱     | ۱۹۹۱                                     |
| بوردو            | ۱     | ۲۰۱۰                                     |
| بارسلونا         | ۱     | ۲۰۱۲                                     |